# 盖尔瑙
盖尔瑙是德国莱茵兰-普法尔茨州的一个市镇。总面积2.25平方公里，总人口370人，其中男性175人，女性195人（2011年12月31日），人口密度164人/平方公里。